# Riddlesworth
Riddlesworth – wieś w Anglii, w hrabstwie Norfolk, w dystrykcie Breckland. Leży 38 km na południowy zachód od Norwich i 122 km na północny wschód od Londynu. Miejscowość liczy 147 mieszkańców.

## Polski batalion na terenach

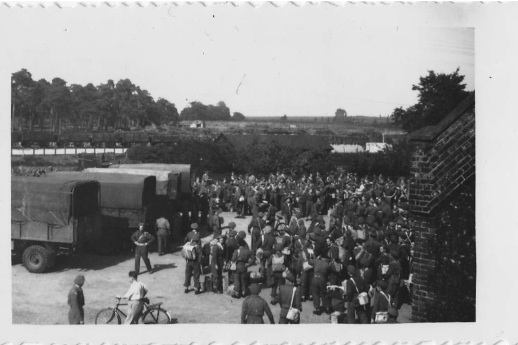
Przyjazd II Korpusu do Brandon w 1947

Podczas ll wojny światowej Armia Brytyjska miała tu obóz. W 1946 roku kiedy Armia Andersa dotarła na Wyspy, część wojska, (4,500 żołnierzy) została skierowana do hrabstwa Norfolk. Z tego 3 Batalion Strzelców Karpackich, który walczył m.in. w Tobruku i Monte Cassino, znalazł się w Riddlesworth.
Większość personelu zdecydowała się zostać w Anglii po 1948.

## Upamiętanie Polaków
W 2016 roku na siedemdziesiątą rocznicę przyjazdu Polskiego wojska, gmina i Polonia lokalna zorganizowali upamiętanie polskich Sił Zbrojnych na terenie Riddlesworth. W kwietniu owego roku Ambasador Polski, Witold Sobkow, z gośćmi asystował przy odsłonięciu pomnika.

## Galeria

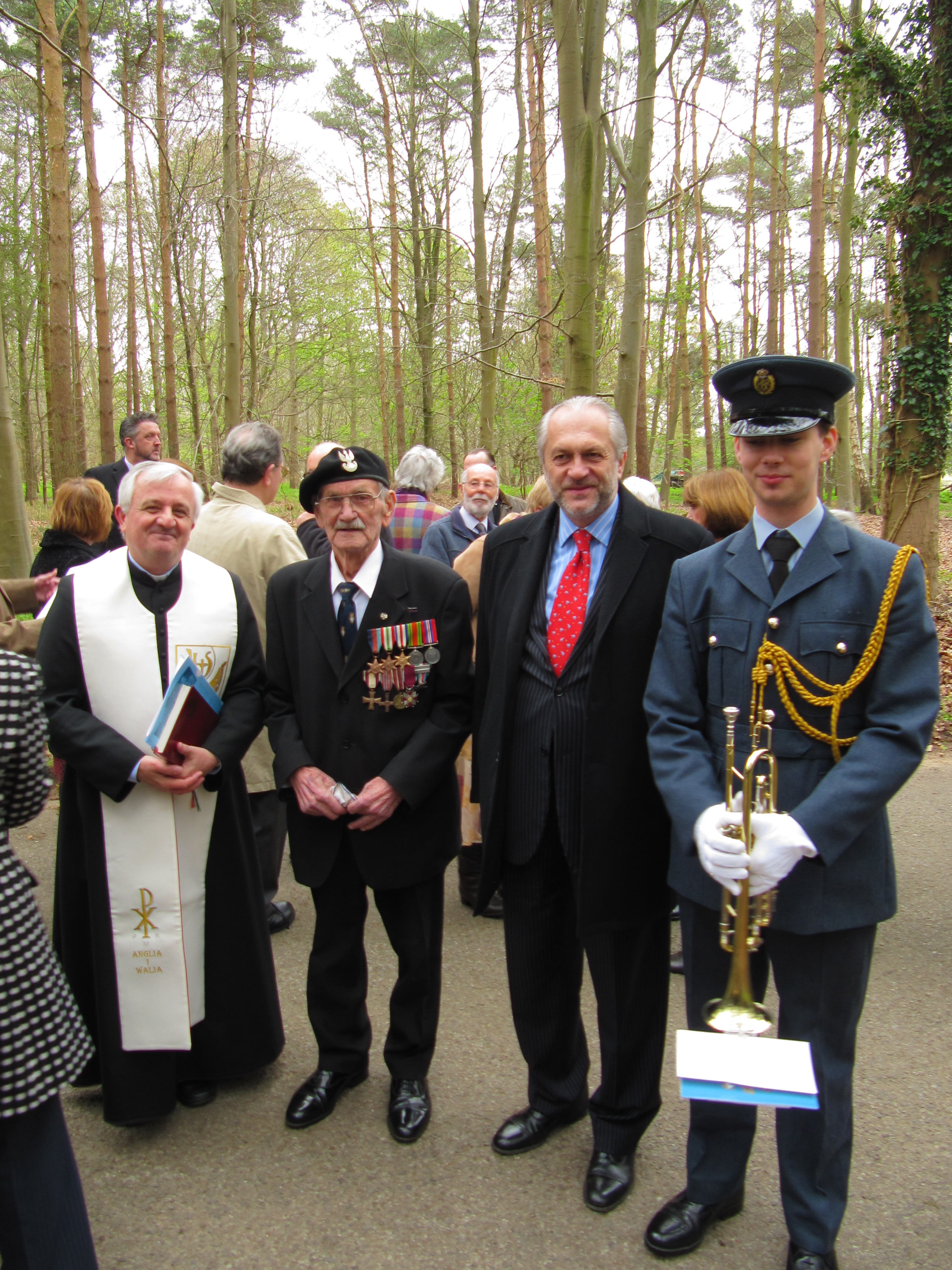
Ambasador Polski, Witold Sobkow, z gośćmi przy odsłonięciu pomnika w kwietniu 2016.
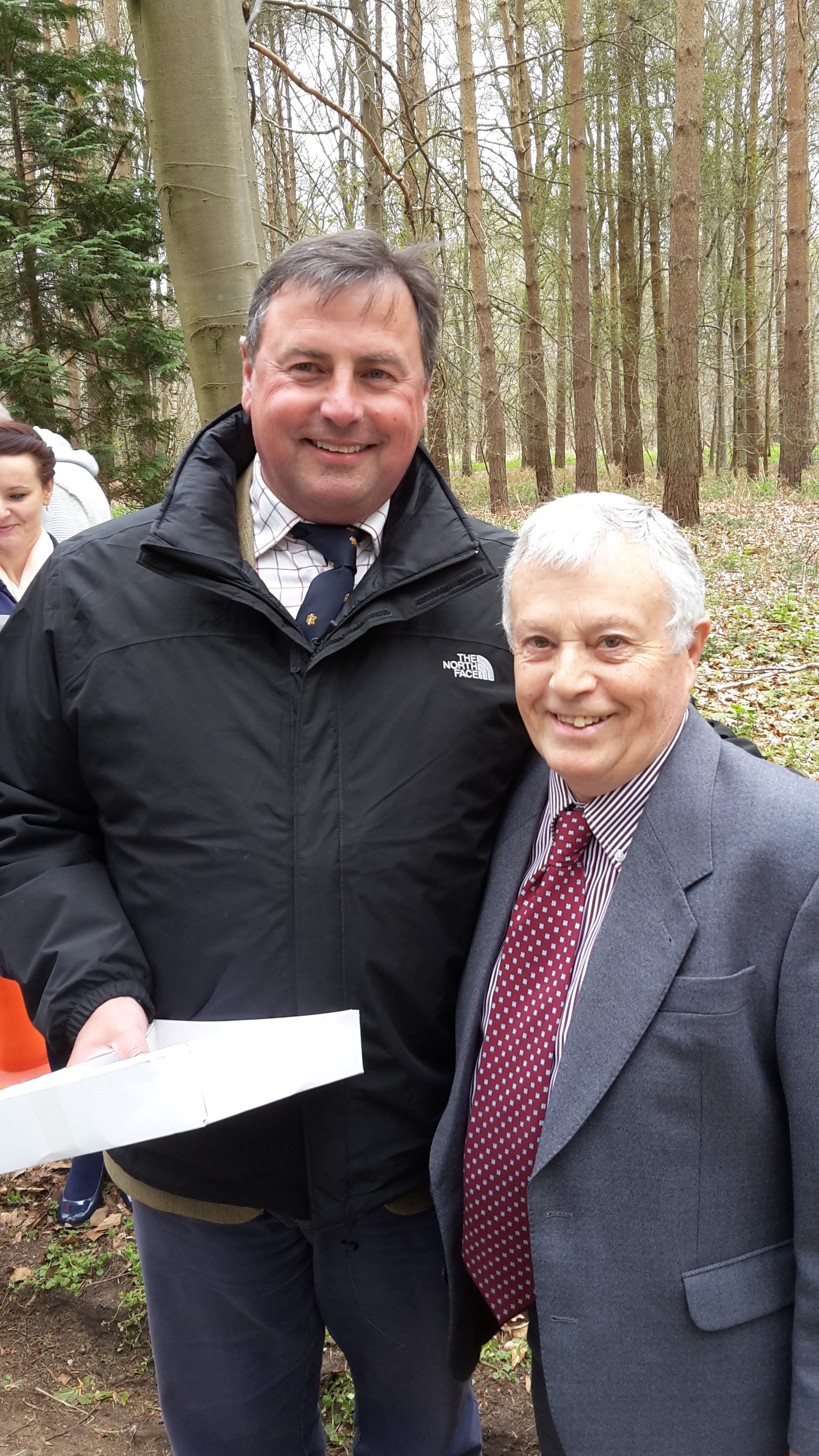
Robert Clegg prezes gminy Riddlesworth z Philipem Bujakiem przewodniczącym projektu na upamiętanie Polaków
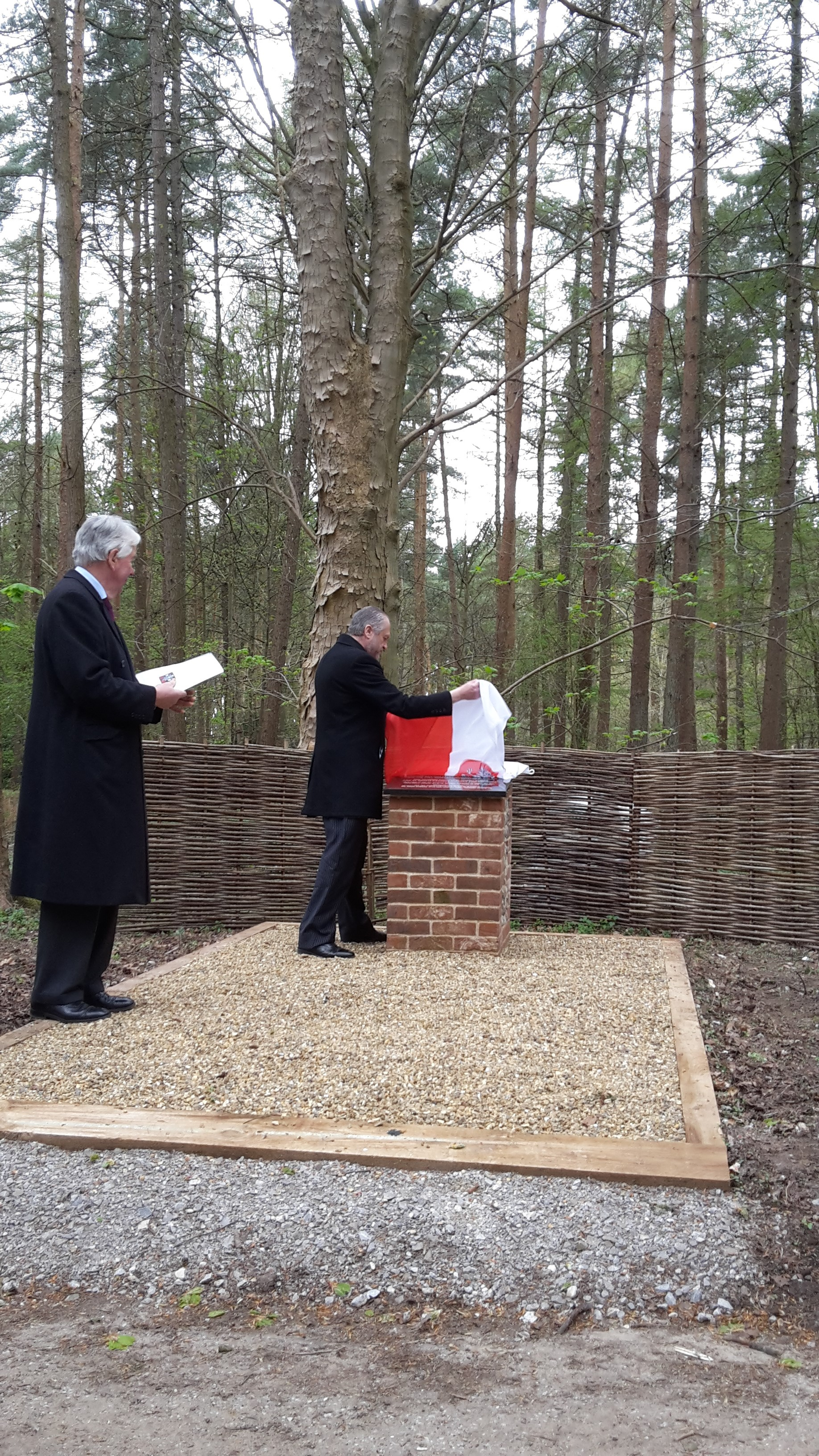
Odsłonięcie pomnika na uczczenie Polskich Śił Zbrojnych 2016
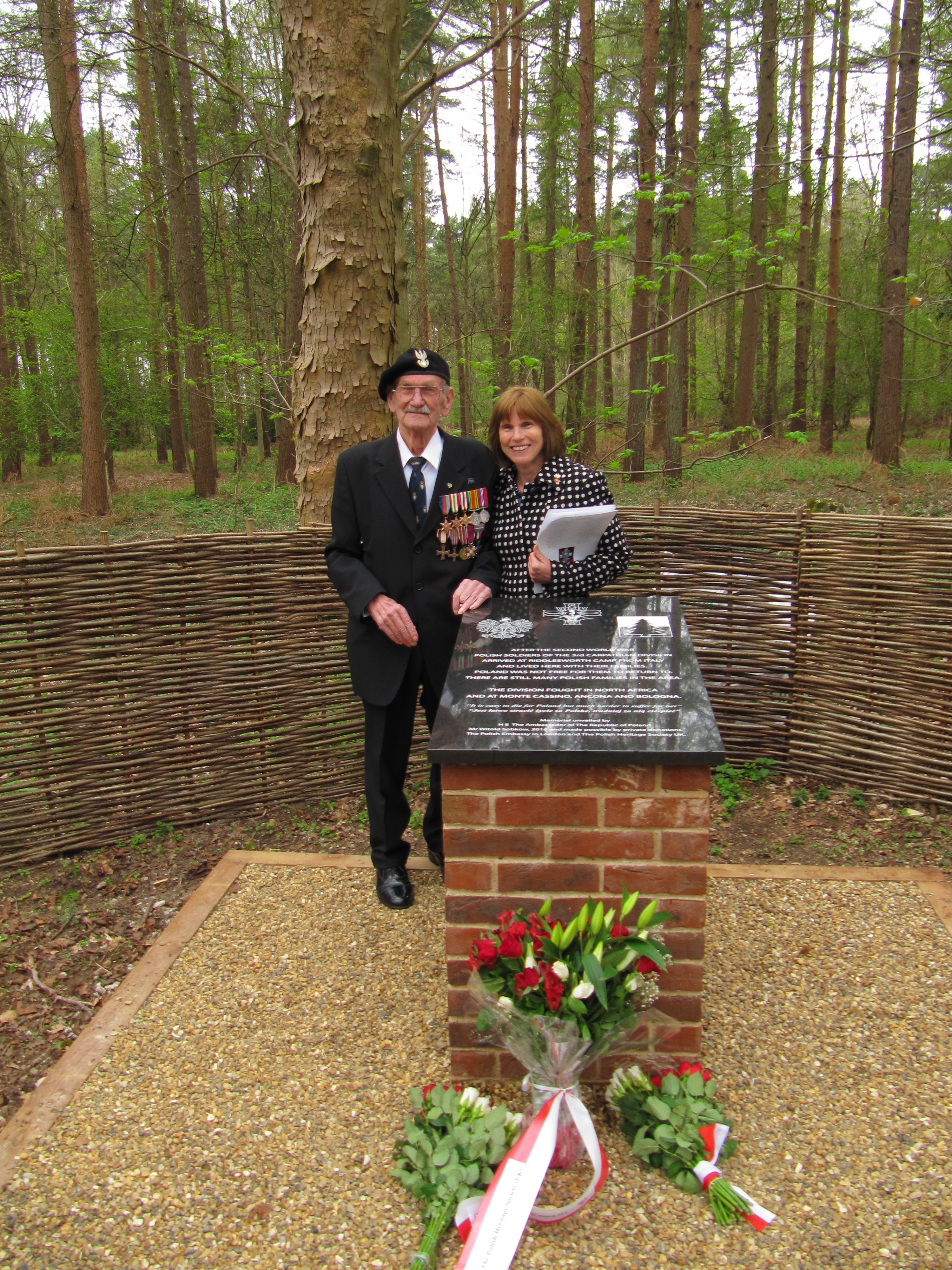
Alfred Zelke, jeden z ostatnich żołnierzy z Polskiego obozu w Riddlesworth, z córką, Anną